# Dimecoenia grumanni
Dimecoenia grumanni är en tvåvingeart som beskrevs av Oliveira 1954. Dimecoenia grumanni ingår i släktet Dimecoenia och familjen vattenflugor. Inga underarter finns listade i Catalogue of Life.